# Габор П. Сабо
Габор Петер Сзабо (мађ. Szabó Gábor P.; 14. октобар 1902 — 26. фебруар 1950) био је мађарски фудбалер који је играо за Ујпешт, као и за мађарску фудбалску репрезентацију на Светском првенству у фудбалу 1934. године. За репрезентацију Мађарске је као лево крило одиграо 11 утакмица и постигао 6 голова.
Сабо је освојио Куп Митропа 1929. и Куп нација 1930. са Ујпештом.